# Malá Kraš
Malá Kraš (něm. Klein-Krosse, Kleinkrosse, Klein Krosse, Kleingrosse) je vesnice (osada), která je místní částí (základní sídelní jednotkou) obce Velká Kraš. Nachází se na jižním, pravém břehu říčky Vidnávky naproti Velké Kraši na břehu levém.

## Historie
Malá Kraš původně tvořila část velké vesnice Kraš. Mezi četnými částmí původní Kraše připomínanými v listině hlásící se k roku 1291 a popisující stav v letech 1266–1268 ji nelze jednoznačně určit, neboť její jméno zprvu kolísalo: pravděpodobně ona je zmiňována roku 1284 jako Dlouhá Kraš (Longum Craz) a roku 1305 jak Žibřidova Kraš (Syffridi Craz) s 15 lány a fojtstvím, a poté roku 1326 jako Henčkova Kraš (Hentschkrosse), ale identifikace není jednoznačná. V každém případě patřila mezi majetek vratislavského biskupa v obvodu hradu Otmuchova.
Roku 1326 je v Henčkově (Malé) Kraši zmiňováno vlastní fojtství, kterému náležely tři lány. Prvním jmenovitě známým fojtem byl vidnavský měšťan Cuncko Gunderamin, po něm následoval roku 1426 Mikuláš von Altzenau, kastelán hradu Otmuchova, který se v listopadu 1426 vzdal bez boje husitům a byl proto dne 29. dubna 1431 popraven jako zrádce před radnicí ve Vratislavi. Jeho nástupci vedli o svá práva ustavičné spory s městem Vidnavou. Kolem roku 1600 bylo fojtství v Malé Kraši spojeno s lenním fojtstvím v sousední Staré Červené Vodě a výsledný statek byl nazýván Dolní Červená Voda.
V 16. století se Malé Kraši říkalo též "Lahme Seite", tj. Chromá (= neúrodná) strana, neboť půda na pravém břehu Vidnávky je kamenitá a neúrodná. Zato zde vznikly první kamenolomy, které ale byly opuštěny po zpustošení vsi ve třicetileté válce (zejména pobytem vojsk roku 1633). I ves zůstala dlouho pustá a obyvatelé byli k návratu lákáni osvobozením od některých povinností vůči církevní vrchnosti.
Začátkem 19. století vznikla parcelací pozemků fojtského dvora osada Nová Malá Kraš, která však patřila od roku 1850 ke Staré Červené Vodě a od roku 1924 k Vidnavě.
S výjimkou fojtských pozemků patřila Malá Kraš po celou dobu k majetku vratislavského biskupství, od 16. století v rámci panství Jánský Vrch. Po zrušení patrimoniální správy a zavedení obecního zřízení roku 1850 se stala samostatnou obcí, ale roku 1869 byla připojena jako osada k Velké Kraši, od která Malou Kraš odděluje jen tok říčky Vidnávky, s níž sdílela další osudy. Roku 1806 bylo v Malé Kraši 48 domů, roku 1900 58.
V 19. století se obnovila těžba žuly na jih od obce, po níž zůstala řada opuštěných suchých i zatopených dolů.
V údolí Černého potoka byly u Chaty Míru (dříve "Habichtbaude", v současnosti "Habina") v části zvané Habina zprovozněny dva dětské tábory, jeden patřící odborům vidnavských keramických závodů a jeden v majetku Vojenské ozdravovny ve Vidnavě. O něco níže bylo roku 1968 vystavěno veřejné koupaliště. Dětské tábory jsou v letnim rekreačním středisku nabízeny dodnes, funguje tu rovněž autokemp a pořádají se tu každoroční motorkářské srazy.

### Vývoj počtu obyvatel
Počet obyvatel Malé Kraše podle sčítání nebo jiných úředních záznamů:
| Rok            | 1806 | 1836 | 1900 | 1930 | 2001 |
| -------------- | ---- | ---- | ---- | ---- | ---- |
| Počet obyvatel | 289  | 362  | 352  | 256  | 72   |

1. ↑  z toho: 4 Čechoslováci, 250 Němců; 253 řím. kat., 3 bez vyzn.

## Zajímavosti
- asi 300letý jilm habrolistý zv. Paukův jilm (památný strom)[4]

## Fotogalerie

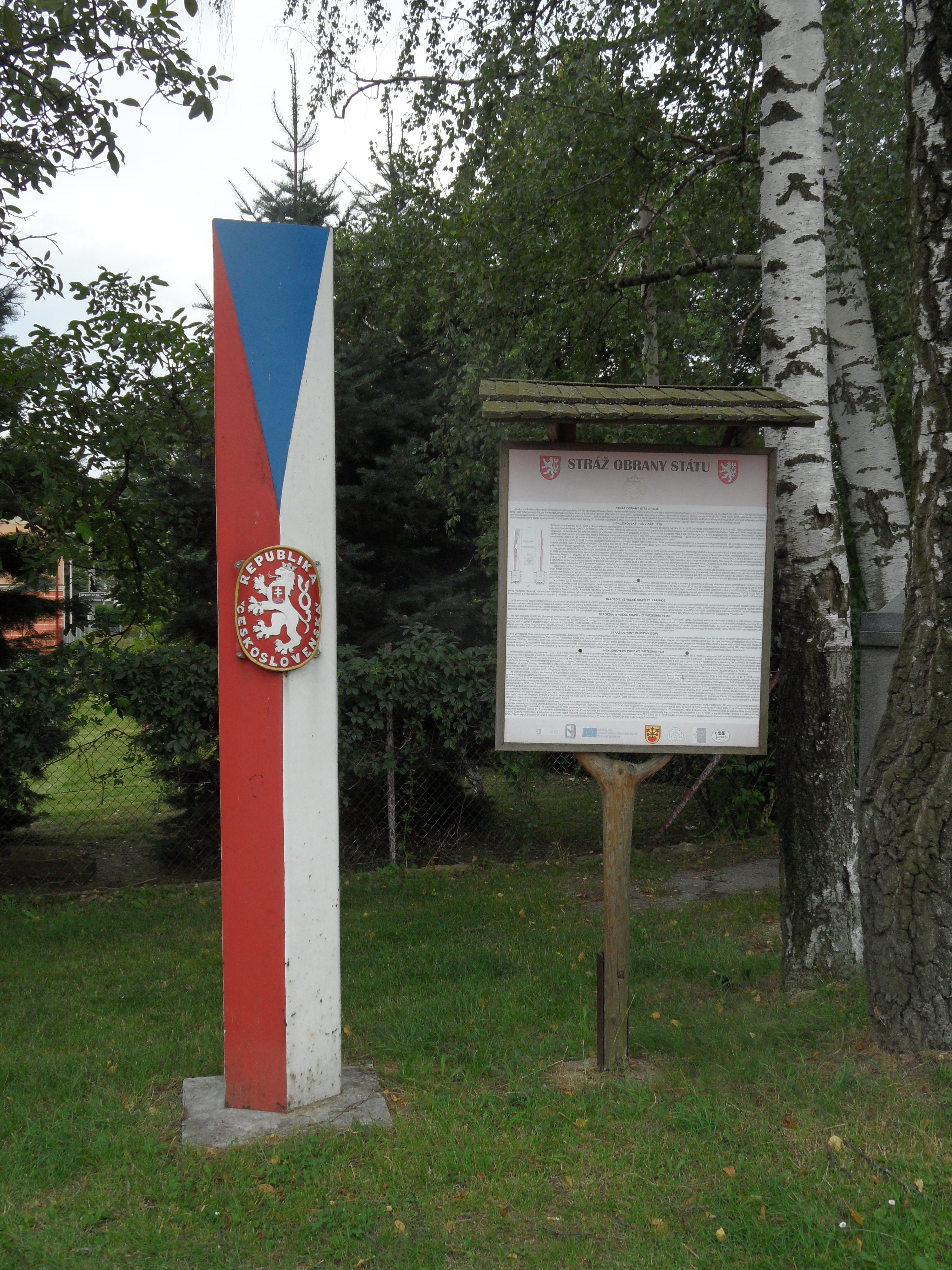
Stráž obrany státu
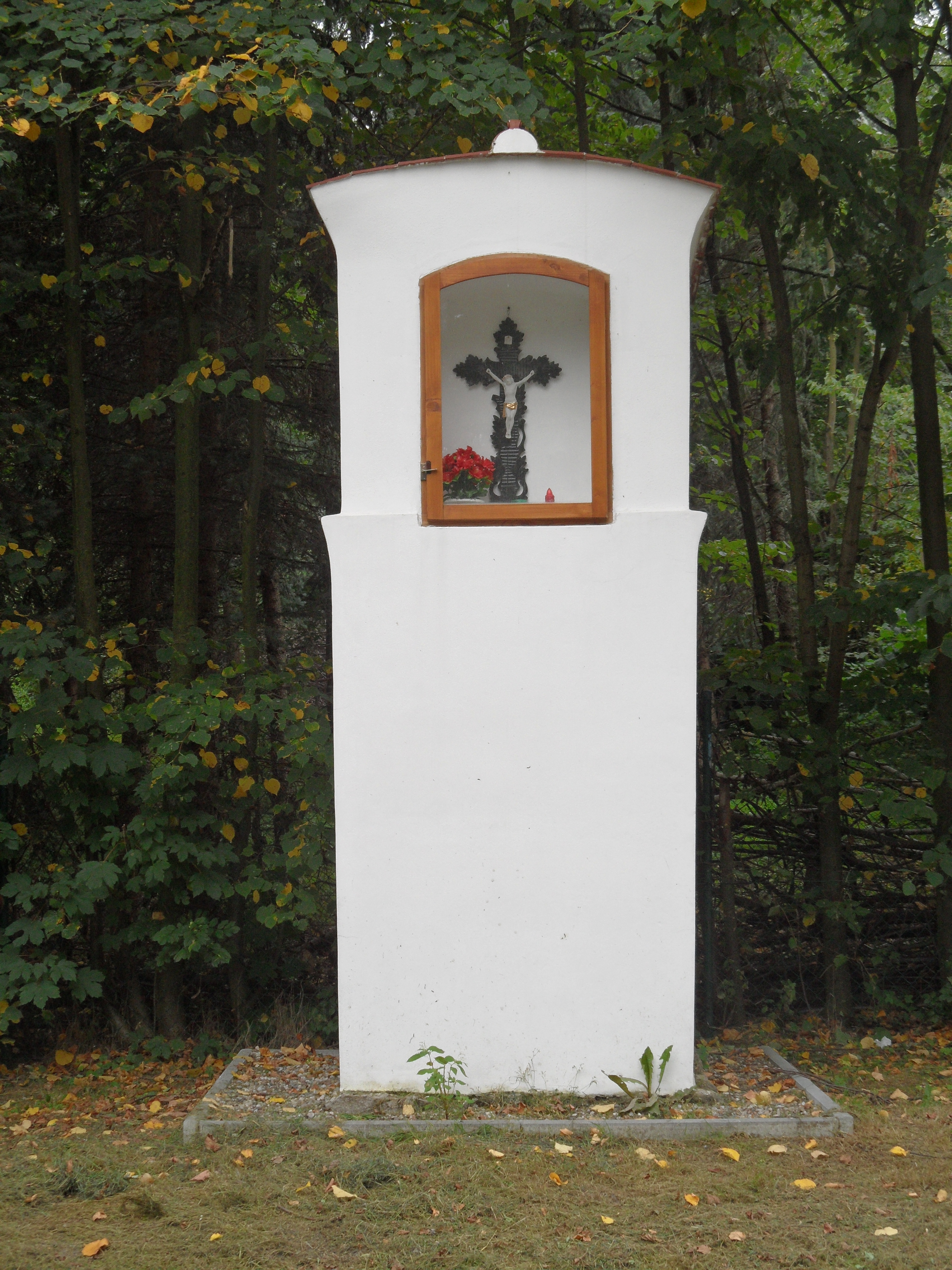
boží muka u Vidnavky
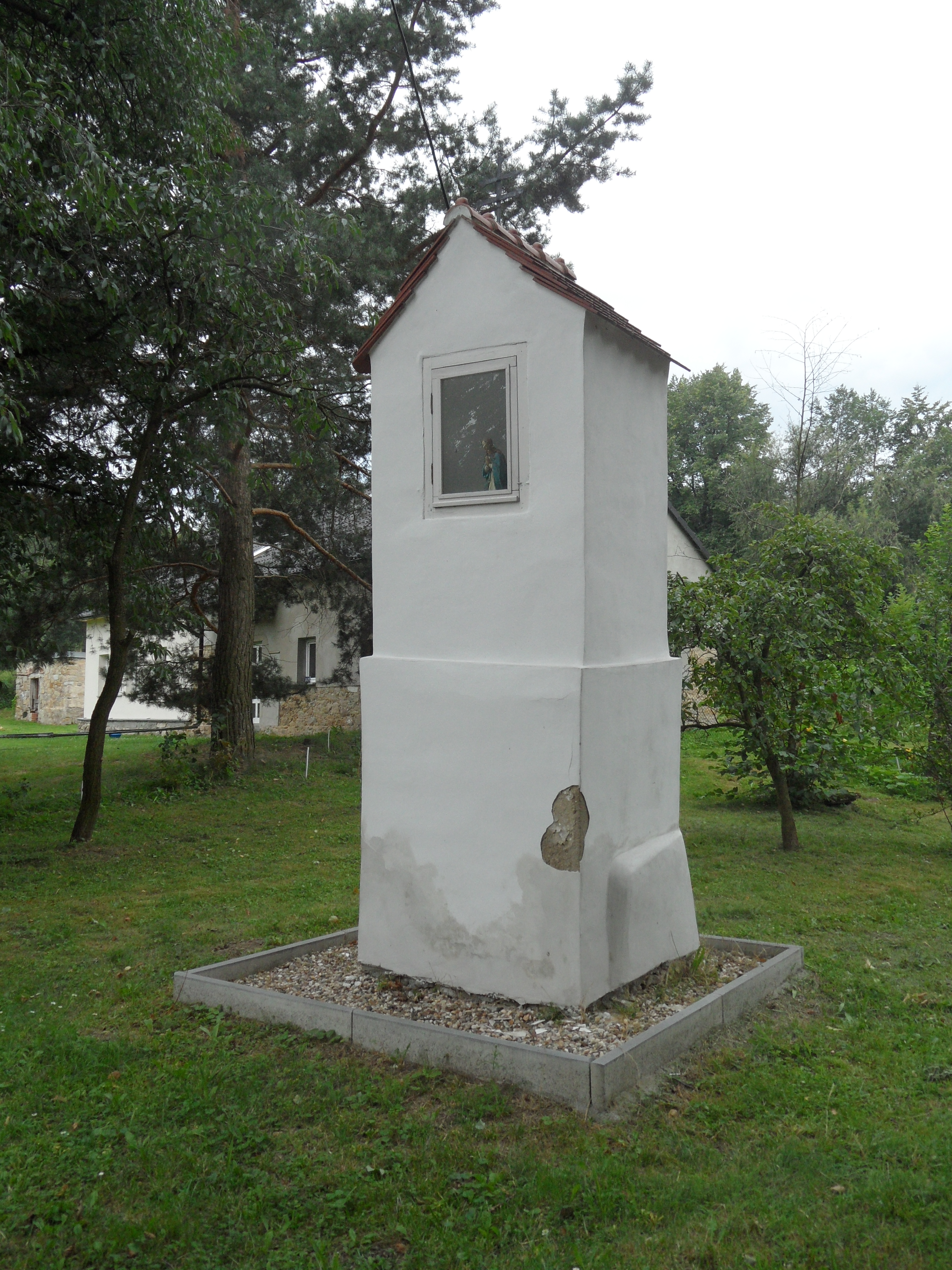
boží muka blízko mostu
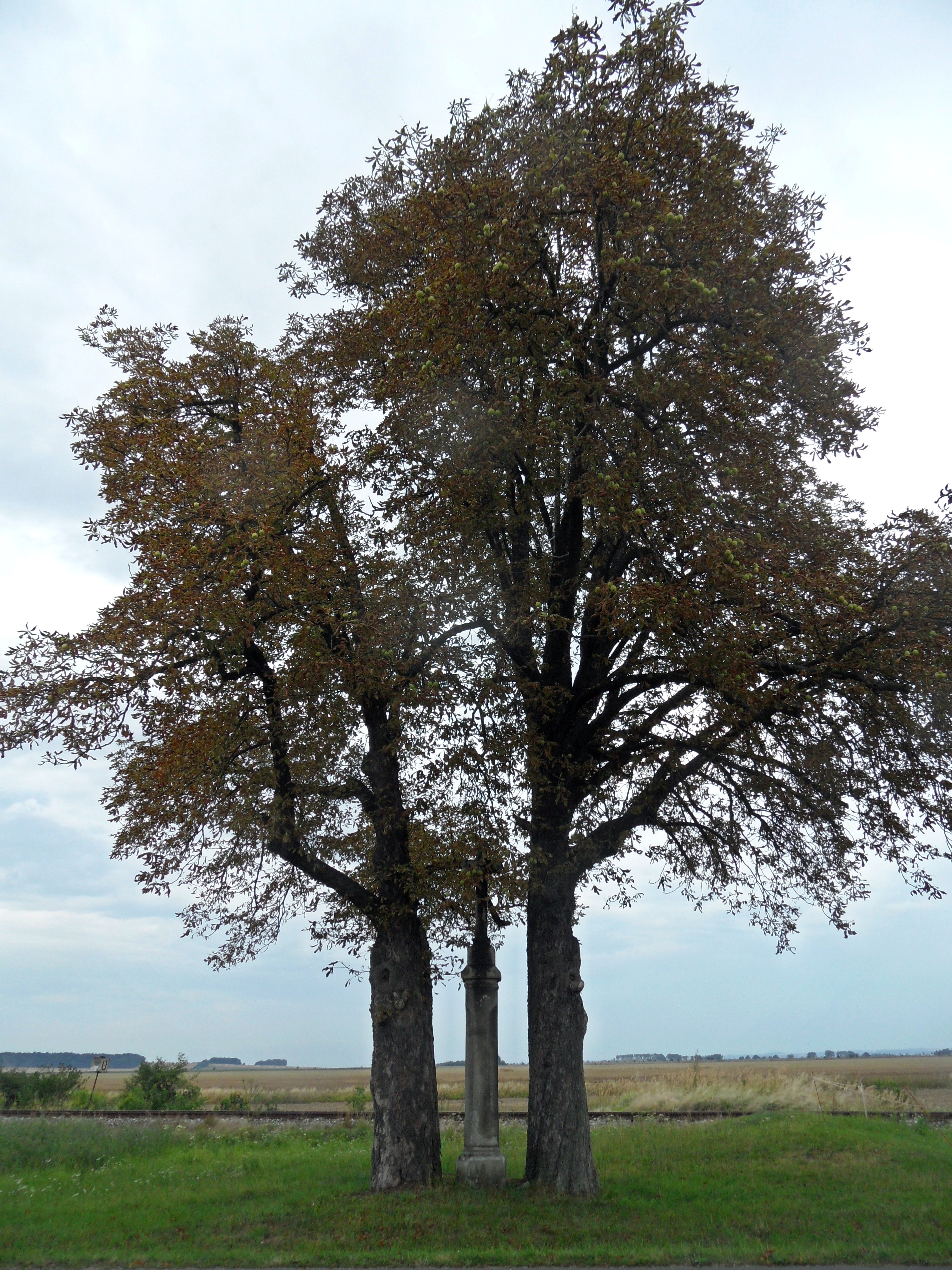
křížek mezi stromy
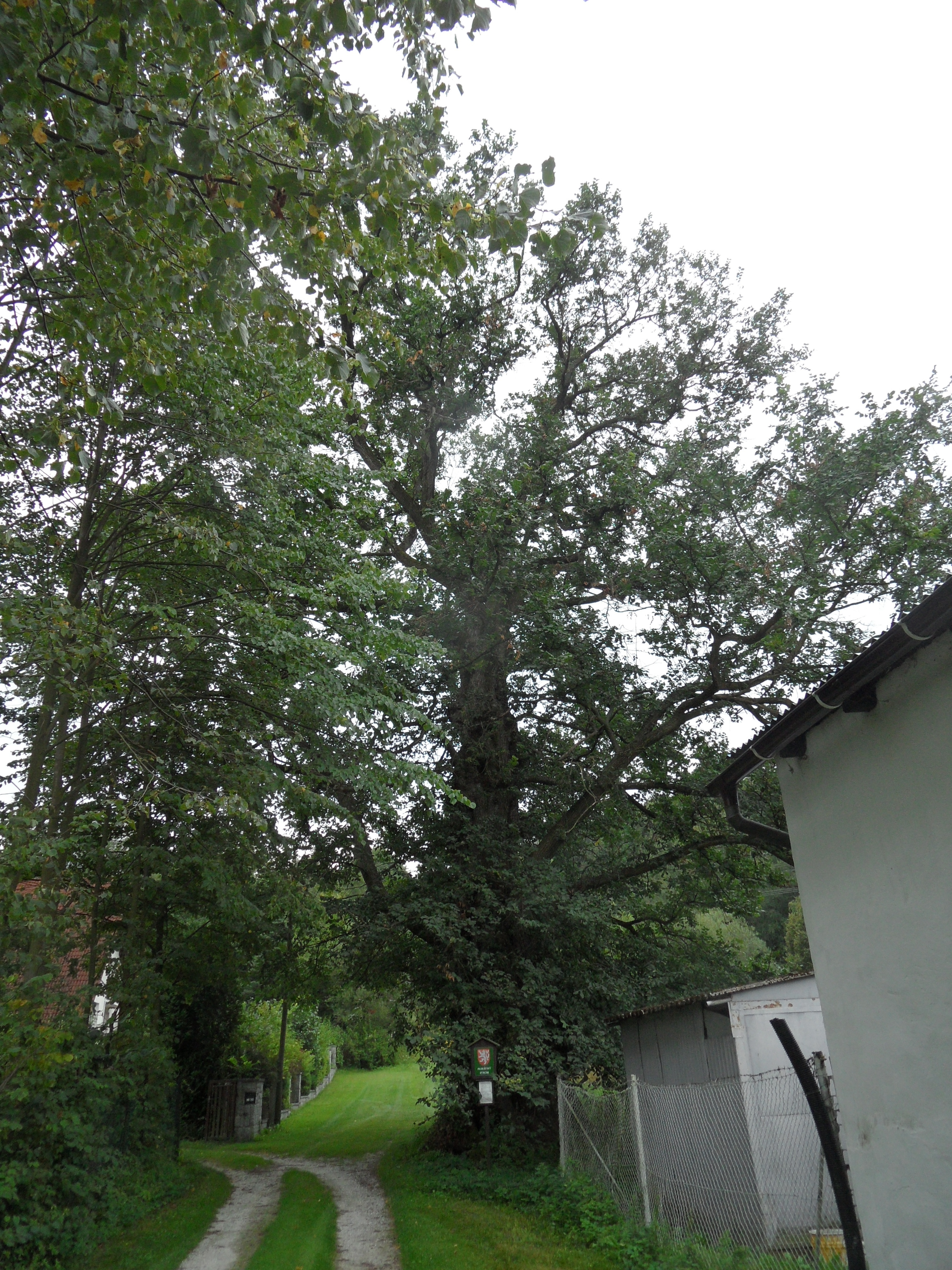
Paukův jilm